# Сергеев, Александр Леонидович
Александр Леонидович Сергеев (8 декабря 1945 года, г. Аксай — 1 января 2013 года, г. Артём) — российский китаевед, кандидат филологических наук (1986), доцент. Преподавал в Восточном институте ДВГУ.

## Биография
Александр Леонидович Сергеев в 1976 году окончил востфак ДВГУ по специальности «Филология стран Азии и Африки (китайский язык)», на который в 1977 году вернулся в качестве преподавателя. В 1986 году в Институте стран Азии и Африки МГУ защитил диссертацию на тему «Китайский исторический роман XVI века „Повествование о доблестных героях“», получил степень кандидата филологических наук. В 1989-90 годах выезжал на стажировку в Китайский народный университет (г. Пекин).
До последних дней жизни работал в Дальневосточном государственном университете (с 2011 года — часть Дальневосточного федерального университета). Читал курсы для студентов, обучающихся по специальностям «Востоковедение» и «Регионоведение»: «История Китая (древность и средние века)», «Литература Китая (древность и средние века)», «Этнология Китая», «Религиоведение», «История культуры Китая», «Культурно-религиозные традиции АТР», «Культура и этнология», «Сравнительное религиоведение и философия религии», «Древнекитайский язык», спецкурс «Словари и справочники».
Умер 1 января 2013 года в городе Артём Приморского края.

## Научная деятельность
Автор более двадцати статей, посвященных истории и литературе Китая. Автор монографии «Китайский исторический роман XVI века „Повествование о доблестных героях“ („Инлечжуань“)». Является автором учебного пособия «Этнология Китая», а также (в соавторстве с доцентом кафедры Тихоокеанской Азии А. П. Голиковым) — учебных пособий «Словари и справочники», «История Китая в таблицах».
В течение нескольких лет был руководителем археологической практики студентов-восточников. В свободное время увлекался туризмом, до последних лет жизни сплавлялся по горным рекам Приморья.

### Научные труды
- История Китая в таблицах и схемах. Древность и средние века: учебное пособие. — Владивосток: ДВГУ, 2009.
- Этнология Китая (китайцы): учебное пособие. — Владивосток: ДВГУ, 2007.
- Этнология народов Восточной Азии: рабочая учебная программа для студентов 2 курса факультета китаеведения. — Владивосток: ДВГУ, 2001.

## Награды и премии
- Почётный работник высшего профессионального образования Российской Федерации[3].